# Campeonato Mundial de Patinação Artística no Gelo de 1985
O Campeonato Mundial de Patinação Artística no Gelo de 1985 foi a septuagésima quinta edição do Campeonato Mundial de Patinação Artística no Gelo, um evento anual de patinação artística no gelo organizado pela União Internacional de Patinação (em inglês:  International Skating Union) onde os patinadores artísticos competem pelo título de campeão mundial. A competição foi disputada entre os dias 3 de março e 10 de março, na cidade de Tóquio, Japão.

## Eventos
- Individual masculino
- Individual feminino
- Duplas
- Dança no gelo

## Medalhistas
| Evento                        | Ouro                                                  | Prata                                                 | Bronze                                           |
| Individual masculino detalhes | Alexander Fadeev · União Soviética                    | Brian Orser · Canadá                                  | Brian Boitano · Estados Unidos                   |
| Individual feminino detalhes  | Katarina Witt · Alemanha Oriental                     | Kira Ivanova · União Soviética                        | Tiffany Chin · Estados Unidos                    |
| Duplas detalhes               | Elena Valova · Oleg Vasiliev · União Soviética        | Larisa Selezneva · Oleg Makarov · União Soviética     | Katherina Matousek · Lloyd Eisler · Canadá       |
| Dança no gelo detalhes        | Natalia Bestemianova · Andrei Bukin · União Soviética | Marina Klimova · Sergei Ponomarenko · União Soviética | Judy Blumberg · Michael Seibert · Estados Unidos |

## Resultados

### Individual masculino
| Pos.              | Nome                  | Nacionalidade      | Pontos |
| ----------------- | --------------------- | ------------------ | ------ |
| Medalha de ouro   | Alexander Fadeev      | União Soviética    |        |
| Medalha de prata  | Brian Orser           | Canadá             |        |
| Medalha de bronze | Brian Boitano         | Estados Unidos     |        |
| 4                 | Jozef Sabovčík        | Tchecoslováquia    |        |
| 5                 | Vladimir Kotin        | União Soviética    |        |
| 6                 | Heiko Fischer         | Alemanha Ocidental |        |
| 7                 | Grzegorz Filipowski   | Polônia            |        |
| 8                 | Mark Cockerell        | Estados Unidos     |        |
| 9                 | Viktor Petrenko       | União Soviética    |        |
| 10                | Neil Paterson         | Canadá             |        |
| 11                | Richard Zander        | Alemanha Ocidental |        |
| 12                | Falko Kirsten         | Alemanha Oriental  |        |
| 13                | Petr Barna            | Tchecoslováquia    |        |
| 14                | Masaru Ogawa          | Japão              |        |
| 15                | Fernand Fédronic      | França             |        |
| 16                | Lars Åkesson          | Suécia             |        |
| 17                | Gordon Forbes         | Canadá             |        |
| 18                | Cameron Medhurst      | Austrália          |        |
| 19                | Oliver Höner          | Suíça              |        |
| 20                | Alessandro Riccitelli | Itália             |        |
| 21                | Stephen Pickavance    | Reino Unido        |        |
| 22                | Oula Jääskeläinen     | Finlândia          |        |
| 23                | Xu Zhaoxiao           | China              |        |
| 24                | Lars Dresler          | Dinamarca          |        |
| 25                | Cho Jae-Hyung         | Coreia do Sul      |        |
| 26                | Fernando Soria        | Espanha            |        |
| 27                | Cheukfai Lai          | Hong Kong          |        |

### Individual feminino
| Pos.              | Nome             | Nacionalidade      | Pontos |
| ----------------- | ---------------- | ------------------ | ------ |
| Medalha de ouro   | Katarina Witt    | Alemanha Oriental  |        |
| Medalha de prata  | Kira Ivanova     | União Soviética    |        |
| Medalha de bronze | Tiffany Chin     | Estados Unidos     |        |
| 4                 | Anna Kondrashova | União Soviética    |        |
| 5                 | Debi Thomas      | Estados Unidos     |        |
| 6                 | Claudia Leistner | Alemanha Ocidental |        |
| 7                 | Natalia Lebedeva | União Soviética    |        |
| 8                 | Agnès Gosselin   | França             |        |
| 9                 | Elizabeth Manley | Canadá             |        |
| 10                | Cynthia Coull    | Canadá             |        |
| 11                | Constanze Gensel | Alemanha Oriental  |        |
| 12                | Patricia Neske   | Alemanha Ocidental |        |
| 13                | Susan Jackson    | Reino Unido        |        |
| 14                | Simone Koch      | Alemanha Oriental  |        |
| 15                | Elise Ahonen     | Finlândia          |        |
| 16                | Claudia Villiger | Suíça              |        |
| 17                | Sandra Cariboni  | Suíça              |        |
| 18                | Kato Masako      | Japão              |        |
| 19                | Lotta Falkenback | Suécia             |        |
| 20                | Tamara Téglássy  | Hungria            |        |
| 21                | Lim Hye-Kyung    | Coreia do Sul      |        |
| 22                | Amanda James     | Austrália          |        |
| 23                | Jiang Yibing     | China              |        |
| 24                | Petia Gavazova   | Bulgária           |        |
| 25                | Marta Olozagarre | Espanha            |        |
| 26                | Shukching Ngai   | Hong Kong          |        |

### Duplas
| Pos.              | Nome                               | Nacionalidade      | Pontos |
| ----------------- | ---------------------------------- | ------------------ | ------ |
| Medalha de ouro   | Elena Valova / Oleg Vasiliev       | União Soviética    | 1.8    |
| Medalha de prata  | Larisa Selezneva / Oleg Makarov    | União Soviética    | 2.4    |
| Medalha de bronze | Katherina Matousek / Lloyd Eisler  | Canadá             | 4.2    |
| 4                 | Jill Watson / Peter Oppegard       | Estados Unidos     | 6.4    |
| 5                 | Melinda Kunhegyi / Lyndon Johnston | Canadá             | 7.8    |
| 6                 | Veronika Pershina / Marat Akbarov  | União Soviética    | 8.0    |
| 7                 | Cynthia Coull / Mark Rowsom        | Canadá             | 8.6    |
| 8                 | Manuela Landgraf / Ingo Steuer     | Alemanha Oriental  | 11.2   |
| 9                 | Natalie Seybold / Wayne Seybold    | Estados Unidos     | 12.6   |
| 10                | Claudia Massari / Daniel Caprano   | Alemanha Ocidental | 14.0   |
| 11                | Danielle Carr / Stephen Carr       | Austrália          | 16.4   |
| 12                | Jun Fan / Jihong Sun               | China              | 16.4   |
| 13                | Shukling Ngai / Kwokyung Mak       | Hong Kong          | 18.2   |

### Dança no gelo
| Pos.              | Nome                                  | Nacionalidade      | Pontos |
| ----------------- | ------------------------------------- | ------------------ | ------ |
| Medalha de ouro   | Natalia Bestemianova / Andrei Bukin   | União Soviética    |        |
| Medalha de prata  | Marina Klimova / Sergei Ponomarenko   | União Soviética    |        |
| Medalha de bronze | Judy Blumberg / Michael Seibert       | Estados Unidos     |        |
| 4                 | Tracy Wilson / Robert McCall          | Canadá             |        |
| 5                 | Petra Born / Rainer Schönborn         | Alemanha Ocidental |        |
| 6                 | Karen Barber / Nicholas Slater        | Reino Unido        |        |
| 7                 | Natalia Annenko / Genrikh Sretenski   | União Soviética    |        |
| 8                 | Isabella Micheli / Roberto Pelizzola  | Itália             |        |
| 9                 | Kathrin Beck / Christoff Beck         | Áustria            |        |
| 10                | Karyn Garossino / Rod Garossino       | Canadá             |        |
| 11                | Renée Roca / Donald Adair             | Estados Unidos     |        |
| 12                | Suzanne Semanick / Scott Gregory      | Estados Unidos     |        |
| 13                | Noriko Sato / Tadayuki Takahashi      | Japão              |        |
| 14                | Klára Engi / Attila Tóth              | Hungria            |        |
| 15                | Sharon Jones / Paul Askham            | Reino Unido        |        |
| 16                | Antonia Becherer / Ferdinand Becherer | Alemanha Ocidental |        |
| 17                | Martine Olivier / Philippe Boissier   | França             |        |
| 18                | Liu Luyang / Zhao Xiaolei             | China              |        |
| 19                | Liane Telling / Michael Fisher        | Austrália          |        |

## Quadro de medalhas
| Ordem | País              | Medalha de ouro | Medalha de prata | Medalha de bronze |    | Ordem por total |
| ----- | ----------------- | --------------- | ---------------- | ----------------- | -- | --------------- |
| 1     | União Soviética   | 3               | 3                |                   | 6  | 1               |
| 2     | Alemanha Oriental | 1               |                  |                   | 1  | 4               |
| 3     | Canadá            |                 | 1                | 1                 | 2  | 3               |
| 4     | Estados Unidos    |                 |                  | 3                 | 3  | 2               |
| TOTAL | TOTAL             | 4               | 4                | 4                 | 12 | —               |